# Mehmet Emin Âli Paixà
Mehmed Emin Âli Paşa o Ali Paixà Muhammad Amin (Istanbul, febrer de 1815 - Bebek, 7 de setembre de 1871) fou gran visir otomà.

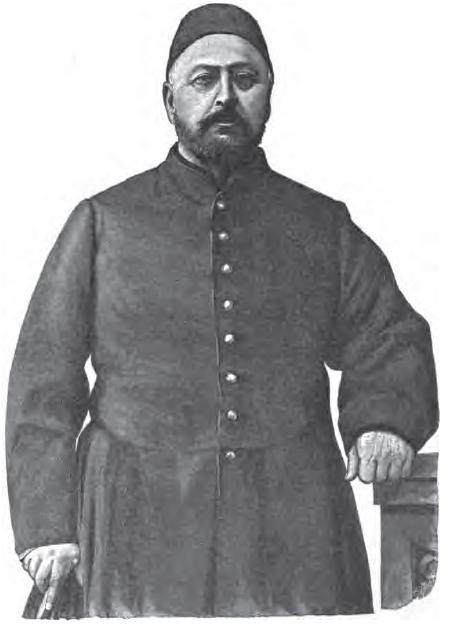
Mehmed Emin Âli Paşa, el principal arquitecte de l'Edicte de Reforma Imperial (Islâhât Hatt-ı Hümâyûn-û, خط همايون).

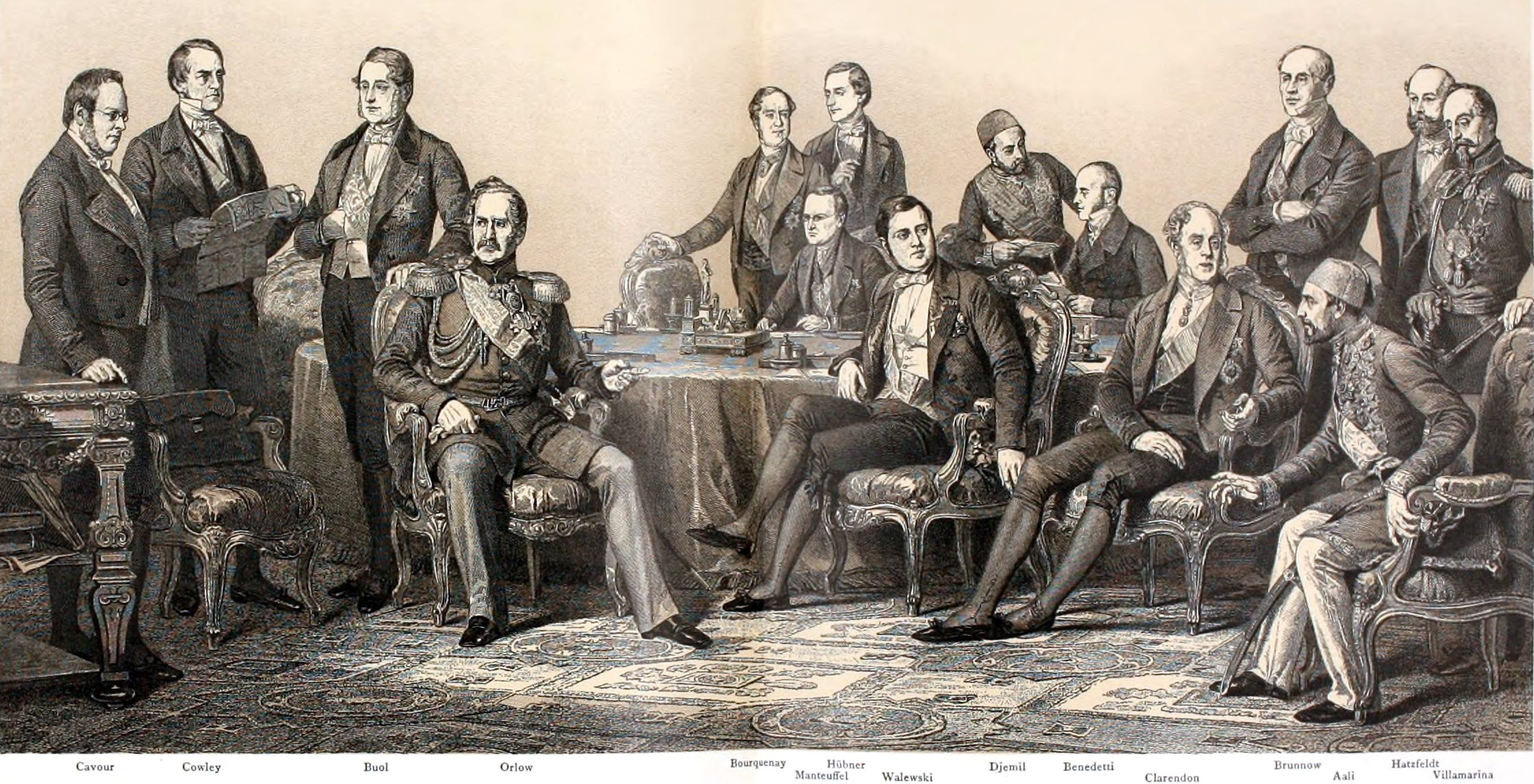
Mehmed Emin Âli Paşa al Tractat de París (1856).

Fill d'un botiguer va obtenir una feina al diwan imperial als 14 anys i va rebre el malnom d'Alí segurament per la seva baixa altura. Va ocupar diversos càrrec, molts relacionats amb la traducció, ja que havia après una mica de francès. El 1841 fou enviat com ambaixador a Londres (1841-1844) i després va ocupar altres càrrecs inclòs el de ministre d'afers exteriors breument el 1845.
El 28 de setembre de 1846 Reshid Pasha, el ministre d'afers exteriors que l'havia substituït, fou nomenat gran visir, i llavor va nomenar Mehmet Emin altre cop com a ministre d'afers exteriors. Rashid i Mehmet foren cessats el 29 d'abril de 1848, però ambdós van recuperar el càrrec el 18 d'agost del mateix any i van restar al càrrec fins al 6 d'agost de 1852, en què, destituït Rashid, Mehmet Emin fou nomenat gran visir i Fuad Pasha fou nomenat ministre d'afers exteriors. Aquest canvi va suposar una certa enemistat entre Reshid i Mehmed Emin. Va ser revocat el 3 d'octubre de 1852.
El gener de 1853 fou nomenat wali d'Izmir que va ocupar fins al juliol, i llavors wali de Khüdewendigar (abril de 1854) i al mateix temps president de l'alt consell dels tanzimat, òrgan recent creat. El 23 de novembre de 1854, durant la guerra de Crimea, fou nomenat ministre d'afers exteriors amb Reshid Pasha com a gran visir (conservat la presidència dels tanzimat) i al final de la guerra (març de 1855) fou nomenat delegat a la conferència de pau de Viena. El 2 de maig de 1955 va dimitir Reshid Pasha i Mehmed Amin va ocupar el seu lloc com a gran visir. El febrer del 1856 va redactar el famós Hatt-ı Hümayun  i al mes següent va signar el tractat de pau de París. Per les interferències de les potències en els afers dels principats danubians, va dimitir l'1 de novembre de 1856 i Reshid Pasha va tornar al càrrec.
El 6 d'agost de 1857 va dimitir Reshid i el va succeir Mustafà Maili Pasha que va designar a Mehmed Emin Ali com a ministre d'afers exteriors, càrrec que va conservar quan Reshid va tornar al poder (22 d'octubre de 1857 a 7 de gener de 1858). A la mort de Reshid el va succeir com a gran visir per tercera vegada. Va ser obligat a dimitir el 18 d'octubre de 1859 després de proposar una rebaixa de les despeses de palau. El juliol de 1861 va tornar al ministeri d'afers exteriors, però el 6 d'agost de 1861 el sultà Abdülâziz el va nomenar gran visir per quarta vegada; el va cessar per discrepàncies el 22 de novembre de 1861 i va passar al ministeri d'afers exterior que va conservar sota els gran visirs Keçecizade Mehmed Fuad Pasha, (1861-1863), Yusuf Kamil Pasha (1863), Keçecizade Mehmed Fuad Pasha (1863-1866) i Mütercim Mehmed Rüstü Pasha (1866-1867). En aquests anys va destacar l'acord per l'evacuació de les fortaleses otomanes a Sèrbia (1866).
Caigut Mütercim Mehmed Rüstü Pasha l'11 de febrer de 1867 va tornar a ser gran visir per cinquena vegada. El 1868 va suprimir el Medjlis-i Wala establint al seu lloc un consell d'estat (Shura-yi Devlet) i una cort suprema de justícia (Diwan-i Akham-i adliyye) i va emetre el nizam-name que fou la base del govern de Creta per trenta anys. El 1869 va obrir una escola imperial per formar funcionaris a l'estil europeu, amb classes donades en francès, a Galata Saray. El mateix any va crear el ministeri d'Interior i va incrementar l'educació amb creació d'escoles; a la mort de Fuad Pasha el 1869 va assolir ell mateix el ministeri d'afers exteriors. També es va reorganitzar l'exèrcit i la marina i es va iniciar la construcció de ferrocarrils a Rumèlia.
Va exercir el càrrec 4 anys i mig, fins a la seva mort el 7 de setembre de 1871 a la seva vil·la del Bòsfor, després d'una malaltia de tres mesos.